# 恋するソワレ+

『恋するソワレ+』は、のコミックシーモアのオリジナルコミック編集部「シーモアコミックス」が運営する女性マンガレーベル。キャッチコピーは「大人の女性が抱える日常を描く、あなたに寄り添う共感ストーリー」。
略称は「恋ソワ+」。
配信日は主に第二・第四土曜日。

## 連載作品
※2025年6月号現在
- できても、できなくても (朝日奈ミカ)
- 白紙の上でさようなら (天井フィナンシェ)
- マイ・ワンナイト・ルール (なかおもとこ)
- さよなら、モラシタ夫。〜サレ妻双子の入れ替わり復讐〜 (波乃綾)
- 愛というには、ほど遠い〜サレ妻たちの選択〜 (なつみ理奈)
- リベンジ婚〜時を戻して不倫夫に復讐します〜 (前川あきほ)
- 男性恐怖症と恋 (萱乃童)
- 夫に不倫をお願いされました (中家ヨシタカ)
- 抜かりある二人 (花織亘)
- 最後の恋も2度目なら (月島綾)
- 私はソレを運命と呼びたい (桜井真優)
- 吹きこぼれの春 (鳴海涼)

## 過去の連載作品
- すぐ泣く女に機関銃 (和田依子)
- 愛とかいいから抱きしめて (鳴海涼)
- アンチ アンチ アンチエイジング！ (タナカトモ)
- そんな恋なら捨てちゃえば？ (雛希ゆた)
- 愛されない私を救ってください〜スピリチュアル女子の末路〜 (ポレポレ美)
- あなたがここに、いないから (玉城るか)
- 1億円のシジュウブス (浅川ナオ)
- スクリーンの外側で (木村イマ)
- 美醜のリベンジ (白湯)
- ママに王子は要りますか？ (芹沢由紀子)
- そこで死ねたら本望〜結婚は人生の墓場!?〜 (玉城るか)
- バツイチ2人は未定な関係 (近由子)
- 愛しのクズダーリン (朝野まひろ)
- 虹と介護とキライなヤツと (和田依子)
- ヨソジの春 (まさきりょう/ みやこ)
- ママ、やめます〜余命一年の決断〜 (咲間はち子)
- 鵜森さんは専業主夫になりたいらしい (玉城るか)
- その結婚、正気ですか？(アキラ)
- 集まれ！聖人君子 (ポレポレ美)
- レンアイ不適齢期 (なるせかおり)
- 塩パパ！ (ダムダム)
- 今のところは、弟未満。 (町村ニルス)
- 満タサレズ、止メラレズ (駒井千紘)
- きみの継ぐ香りは (小川まるに)
- その恋、整形沙汰につき (和田依子)
- ♯34歳シェアハウスのオーナー始めます (近由子)
- 買われた男〜女性限定快感セラピスト〜 (芹沢由紀子/三並央実)
- 花めく酒と恋 (花織亘)
- 限界女子リカちゃんはご自愛できない (浜名杏)
- サレ妻の華麗なるざまぁ〜完璧な夫のヤバい性癖〜  (DANKE/菜丿花おから)
- 妊夫(にんぷ)はじめました (江本晴)
- 高嶺の花には難がある (大林あきら)
- 好かれたら、終わり。〜夫に執着する毒女に制裁を〜 (宇佐美みね)

## メディア化作品
| ドラマ作品名                         | キー局     | 放送時期                                                                       |
| ------------------------------------ | ---------- | ------------------------------------------------------------------------------ |
| マイ・ワンナイト・ルール             | テレビ東京 | 2025年1月 - 2月                                                                |
| きみの継ぐ香りは                     | TOKYO MX   | 2024年11月 - 12月                                                              |
| 満タサレズ、止メラレズ               | 朝日放送   | 2024年6月 - 10月                                                               |
| 買われた男〜女性限定快感セラピスト〜 | テレビ大阪 | 2024年4月 - 6月                                                                |
| その結婚、正気ですか？               | TOKYO MX   | 2023年8月 - 9月                                                                |
| バツイチ2人は未定な関係              | 朝日放送   | 2023年1月 - 地上波放送終了後、TELASAオリジナル｢〜人生は二択じゃない！編〜｣配信 |